# Liste der Klassischen Philologen an der Ludwig-Maximilians-Universität München
Die Liste der Klassischen Philologen an der Ludwig-Maximilians-Universität München zählt namhafte Hochschullehrer auf, die an der Ludwig-Maximilians-Universität München wirkten und wirken.

## Liste der Klassischen Philologen
Angegeben ist in der ersten Spalte der Name der Person und ihre Lebensdaten, in der zweiten Spalte wird der Eintritt in die Universität angegeben, in der dritten Spalte das Ausscheiden. Spalte vier nennt die höchste an der Universität München erreichte Position. An anderen Universitäten kann der entsprechende Dozent eine noch weitergehende wissenschaftliche Karriere gemacht haben. Die nächste Spalte nennt Besonderheiten, den Werdegang oder andere Angaben in Bezug auf die Universität oder das Institut. In der letzten Spalte stehen Bilder der Dozenten.
| Wissenschaftler                      | von       | bis       | Funktionen                  | Bemerkungen | Bild |
| ------------------------------------ | --------- | --------- | --------------------------- | --- | ---- |
| Friedrich Ast (1778–1841)            | 1826      | 1841      | Ordinarius                  | Professor für klassische Literatur, Spezialist für griechische Philosophie (Platon) und Dichtung; zuvor Professor an der Universität Landshut |      |
| Friedrich Thiersch (1784–1860)       | 1826      | 1859      | Ordinarius                  | Gymnasialprofessor in München, gründete 1812 das Philologische Institut, 1826 Professor der Beredsamkeit und alten Literatur; Erneuerer des Humanismus in Bayern, genannt „Praeceptor Bavariae“ |      |
| Leonhard Spengel (1803–1880)         | 1827 1847 | 1841 1880 | Privatdozent Ordinarius     | Gymnasialprofessor in München, 1827 Privatdozent und Zweiter Direktor des Philologischen Instituts; nach einer Professor in Heidelberg (1841–1847) Nachfolger von Lasaulx sowie ab 1860 Erster Direktor des Philologischen Instituts, ab 1877 beurlaubt; Spezialist für antike Rhetorik, Philosophie und Wissenschaftsgeschichte (Aristoteles, Varro) |      |
| Franz Hocheder (1783–1844)           | 1842      | 1844      | Ordinarius                  | Professor für Philologie und Ästhetik (Nachfolger von Ast), veröffentlichte Schulausgaben des Horaz und klassizistische Literatur |      |
| Carl von Prantl (1820–1888)          | 1843      | 1888      | Ordinarius                  | Privatdozent, 1844 Zweiter Direktor des Philologischen Instituts, 1849 außerordentlicher Professor der Philologie, ab 1857 auch der Philosophie, ab 1859 Ordinarius |      |
| Ernst von Lasaulx (1805–1861)        | 1844      | 1847      | Ordinarius                  | Professor für Philologie und Ästhetik (Nachfolger von Hocheder), 1847 aus politischen Gründen entlassen; Geschichtsphilosoph |      |
| Karl Felix Halm (1809–1882)          | 1856      | 1882      | Ordinarius                  | Professor für Klassische Philologie und Leiter der Universitätsbibliothek; Spezialist für lateinische Rhetorik und Fachschriftstellerei |      |
| Wilhelm von Christ (1831–1906)       | 1860      | 1903      | Ordinarius                  | außerordentlicher Professor, ab 1863 ordentlicher Professor, am 30. Dezember 1902 emeritiert; Spezialist für griechische Philosophie und Dichtung, Verfasser einer griechischen Literaturgeschichte |      |
| Franz Umpfenbach (1835–1885)         | 1865      | 1870      | Privatdozent                | Spezialist für römische Komödie; wechselte nach Frankfurt am Main, später nach Mainz |      |
| Joseph Stanger (1838–1871)           | 1870      | 1871      | Privatdozent                | Lehrer am Maximiliansgymnasium, 1870 habilitiert |      |
| Conrad Bursian (1830–1883)           | 1874      | 1883      | Ordinarius                  | Professor für Altertumswissenschaften, las über griechische und lateinische Prosa und Dichtung, Mythologie, Epigraphik, Geographie und Geschichte der Philologie; Gründer des Jahresberichts über die Fortschritte der klassischen Altertumswissenschaft und des Biographischen Jahrbuchs für Altertumskunde                                          |      |
| Eduard Wölfflin (1831–1908)          | 1880      | 1905      | Ordinarius                  | Professor für Klassische Philologie (Nachfolger Spengels), 1905 emeritiert; Spezialist für lateinische Literatur, Geschichtsschreibung und Grammatik; Gründer des Thesaurus Linguae Latinae |      |
| Thomas Stangl (1854–1921)            | 1883      | 1900      | Privatdozent                | Latinist, Spezialist für die Textgeschichte des Corpus Ciceronianum; Lehrer am Luitpold-Gymnasium; wechselte an die Universität Würzburg |      |
| Rudolf Schöll (1844–1893)            | 1885      | 1893      | Ordinarius                  | Nachfolger Bursians, Spezialist für antike Rechtsgeschichte, Epigraphik und Philosophiegeschichte (Neuplatonismus) |      |
| Ludwig Traube (1861–1907)            | 1888      | 1907      | Ordinarius                  | Privatdozent, 1902 ordentlicher Professor für Lateinische Philologie des Mittelalters; Spezialist für Text- und Überlieferungsgeschichte der antiken Autoren und lateinische Literatur des Mittelalters |      |
| Iwan von Müller (1830–1917)          | 1893      | 1906      | Ordinarius                  | Professor für klassische Philologie und Pädagogik (Nachfolger Schölls), 1906 emeritiert; Spezialist für antike Medizin, Gründer des Handbuchs der Altertumswissenschaft |      |
| Carl Weyman (1862–1931)              | 1894      | 1931      | Ordinarius                  | Privatdozent, 1900 außerordentlicher Professor für klassische und altchristliche Philologie, 1905 ordentlicher Professor; Spezialist für christliche Literatur der Antike und des Mittelalters und Herausgeber der Kemptener Kirchenväterbibliothek                                                                                                   |      |
| Engelbert Drerup (1871–1942)         | 1897      | 1913      | Extraordinarius             | Privatdozent, 1906 außerordentlicher Professor; wechselte nach Würzburg, später nach Nijmegen und Münster; Spezialist für griechische Rhetorik und Schulaussprache des Griechischen |      |
| Friedrich Vollmer (1867–1923)        | 1899      | 1923      | Ordinarius                  | Privatdozent an der Universität München und Generalredaktor des Thesaurus Linguae Latinae, 1905 Nachfolger Wölfflins; Spezialist für lateinische Dichtung, insbesondere der Spätantike |      |
| Otto Crusius (1857–1918)             | 1903      | 1918      | Ordinarius                  | Nachfolger von Christs, Spezialist für griechische Literaturgeschichte, Rhetorik und Religionsgeschichte; Herausgeber der Zeitschrift Philologus |      |
| Albert Rehm (1871–1949)              | 1906 1946 | 1936 1949 | Ordinarius                  | Professor für klassische Philologie und Pädagogik (Nachfolger von Müllers), Spezialist für griechische Fachschriftsteller und Rhetorik, Mitherausgeber des Philologus (1917–1937), Initiator der Internationalen Thesaurus-Kommission |      |
| Ernst Lommatzsch (1871–1949)         | 1908      | 1912      | Honorarprofessor            | Generalredaktor des Thesaurus Linguae Latinae (Nachfolger Vollmers), ab 1908 Honorarprofessor an der Universität München; Spezialist für lateinische Literatur und Epigraphik; wechselte nach Baseel, später nach Greifswald und Marburg |      |
| Paul Lehmann (1884–1964)             | 1911      | 1952      | Ordinarius                  | Privatdozent, 1917 ordentlicher Professor für Lateinische Philologie des Mittelalters (Nachfolger Traubes); Spezialist für mittelalterliche Bibliothekskataloge, Überlieferungsgeschichte und Pseudepigraphie |      |
| Berthold Maurenbrecher (1868–1943)   | 1913      | 1934      | Extraordinarius             | Thesaurus-Mitarbeiter, Sallust-Spezialist; von den Nationalsozialisten amtsenthoben |      |
| Karl Rupprecht (1889–1970)           | 1913 1950 | 1918 ?    | Assistent Honorarprofessor  | Gymnasiallehrer, von den Nationalsozialisten amtsenthoben; Spezialist für griechische Metrik |      |
| Eduard Schwartz (1858–1940)          | 1919      | 1929      | Ordinarius                  | Nachfolger von Crusius, Spezialist für griechische Mythographie, Geschichtsschreibung, Epik, Hagiographie und Kirchengeschichte; Herausgeber der Acta conciliorum oecumenicorum |      |
| Manu Leumann (1889–1977)             | 1922      | 1927      | Privatdozent                | Privatdozent für Indogermanische Sprachwissenschaft und Thesaurus-Mitarbeiter; wechselte nach Zürich |      |
| Hans Rubenbauer (1885–1963)          | 1922      | 1956      | außerplanmäßiger Professor  | Privatdozent, 1933 nicht beamteter außerordentlicher Professor, 1939 außerplanmäßiger Professor für Lateinische Philologie; Spezialist für lateinische Grammatik und Metrik, Redaktor beim Thesaurus Linguae Latinae |      |
| Johannes Stroux (1886–1954)          | 1924      | 1935      | Ordinarius                  | Nachfolger Vollmers, Spezialist lateinische Rhetorik, Rechtsgeschichte, Papyrologie und Epigraphik; wechselte nach Berlin |      |
| Rudolf Pfeiffer (1889–1979)          | 1929 1951 | 1937 1957 | Ordinarius                  | Nachfolger von Schwartz, 1937 entlassen (1938–1951 Emigration nach Oxford), 1951–57 erneut in München; Spezialist für hellenistische Dichtung (Kallimachos), Antikenrezeption und Geschichte der Philologie |      |
| Franz Dirlmeier (1904–1977)          | 1934      | 1945      | Ordinarius                  | Assistent und Privatdozent, NSDAP-Mitglied, 1937 Lehrstuhlvertreter für Pfeiffer und 1938 dessen Nachfolger, 1945 entlassen; wechselte nach Mainz; Spezialist für griechische Philosophie (Aristoteles) |      |
| Rudolf Beutler (1911–1975)           | 1938      | 1941      | Assistent                   | Lehrbeauftragter, 1939 Assistent; wechselte in den Schuldienst; Plotin-Forscher |      |
| Rudolf Till (1911–1979)              | 1938      | 1945      | Extraordinarius             | Leiter der Forschungsstätte für klassische Philologie und Altertumswissenschaft beim SS-Ahnenerbe, 1938 planmäßiger außerordentlicher Professor (Nachfolger von Stroux), 1945 entlassen; wechselte nach Hinterzarten, später nach Erlangen; Spezialist für lateinische Rhetorik und Geschichtsschreibung                                              |      |
| Bernhard Rehm (1909–1942)            | 1939      | 1940      | Privatdozent                | Thesaurus-Mitarbeiter (1936 Generalredaktor), Privatdozent, Spezialist für Kirchenväter; fiel im Zweiten Weltkrieg |      |
| Ernst Wüst (1875–1959)               | 1940      | 1947      | Honorarprofessor            | Gymnasiallehrer und Thesaurus-Mitarbeiter, 1947 Oberschulrat; Spezialist für griechische Mythologie und Religionsgeschichte |      |
| Richard Harder (1896–1957)           | 1941      | 1945      | Ordinarius                  | Nachfolger Rehms, 1945 entlassen; Spezialist für griechische Philosophie (Platon, Plotin), Schriftleiter des Gnomon |      |
| Jula Kerschensteiner (1917–1996)     | 1941      | 1982      | außerplanmäßige Professorin | Assistentin, 1947 Lehrbeauftragte und Lektorin, 1960 habilitiert, 1966 außerplanmäßige Professorin; Spezialistin für antike Philosophie |      |
| Bernhard Bischoff (1906–1991)        | 1947      | 1974      | Ordinarius                  | Privatdozent, 1953 ordentlicher Professor für Lateinische Philologie des Mittelalters (Nachfolger Lehmanns); Spezialist für mittelalterliches Bibliothekswesen, lateinische Paläographie und Kodikologie |      |
| Friedrich Klingner (1894–1968)       | 1947      | 1963      | Ordinarius                  | Nachfolger Harders; Spezialist für lateinische Literatur (insbesondere Sallust, Vergil, Horaz und Tibull) |      |
| Max Treu (1907–1980)                 | 1947      | 1973      | außerplanmäßiger Professor  | Assistent, 1952 Privatdozent, 1957 apl. Prof.; Spezialist für griechische Dichtung sowie römische Geschichtsschreibung und Rhetorik |      |
| Franz Egermann (1905–1989)           | 1948      | 1970      | Ordinarius                  | Lehrstuhlvertreter für Griechische Philologie, 1941 planmäßiger außerordentlicher Professor, 1955 persönlicher Ordinarius, 1962 Ordinarius, 1970 emeritiert; Spezialist für griechische Philosophie (Platon) |      |
| Hans Strohm (1908–1998)              | 1948      | 1956      | außerplanmäßiger Professor  | Privatdozent, 1956 apl. Prof., wechselte nach Erlangen, später nach Wien; Spezialist für griechische Dichtung (Tragödie) und Naturwissenschaft |      |
| Georg Pfligersdorffer (1916–2005)    | 1956      | 1965      | Extraordinarius             | Privatdozent, 1958 Universitätsdozent, 1960 außerordentlicher Professor; wechselte nach Salzburg; Thesaurus-Mitarbeiter, Spezialist für griechische Philosophie und Literatur der Kirchenväter |      |
| Kurt von Fritz (1900–1985)           | 1927 1958 | 1931 1968 | Ordinarius                  | Privatdozent, wechselte nach Hamburg; 1958 Nachfolger Pfeiffers; Spezialist für griechische Geschichtsschreibung, Wissenschaft, Logik und Staatstheorie |      |
| Raimund Pfister (1911–2004)          | 1958      | 1988      | Lehrbeauftragter            | Gymnasiallehrer, lehrte an der Universität lateinische Grammatik und Fachdidaktik der alten Sprachen |      |
| Franz Brunhölzl (1924–2014)          | 1961 1975 | 1965 1990 | Ordinarius                  | Privatdozent, 1975 ordentlicher Professor für Lateinische Philologie des Mittelalters (Nachfolger Bischoffs); Spezialist für Überlieferungsgeschichte, Verfasser der Geschichte der lateinischen Literatur des Mittelalters |      |
| Winfried Bühler (1929–2010)          | 1962      | 1966      | Privatdozent                | Spezialist für griechische Dichtung und Parömiographie; wechselte nach Los Angeles, später nach Hamburg |      |
| Carl Becker (1925–1973)              | 1963      | 1973      | Ordinarius                  | Nachfolger Klingners, Spezialist für griechische und lateinische Dichtung und Prosa; |      |
| Werner Suerbaum (* 1933)             | 1965      | 2001      | Ordinarius                  | außerordentlicher Professor, 1970 Nachfolger Egermanns (Lehrstuhl für Lateinische Philologie I); Spezialist für lateinische Literatur und deren Rezeption |      |
| Siegmar Döpp (* 1941)                | 1968      | 1987      | Professor                   | Assistent, 1977 habilitiert und Oberassistent, 1980 C2-Professor; wechselte nach Bochum, später nach Göttingen; Spezialist für lateinische Literatur der Antike und der Neuzeit |      |
| Uvo Hölscher (1914–1996)             | 1970      | 1982      | Ordinarius                  | Nachfolger von Fritz', Spezialist für griechische Dichtung und Rezeption der Antike |      |
| Andreas Patzer (* 1943)              | 1970(?)   | 2008      | außerplanmäßiger Professor  | Privatdozent, 1998 apl. Prof.; Sokrates-Forscher |      |
| Erich Lamberz (* 1943)               | 1975      |           | Honorarprofessor            | 1975–1983 wissenschaftlicher Mitarbeiter und Lehrbeauftragter, 2012 Honorarprofessor für griechische Kodikologie; Spezialist für griechische Text- und Überlieferungsgeschichte |      |
| Ernst Vogt (1930–2017)               | 1975      | 1999      | Ordinarius                  | Nachfolger Beckers; Spezialist für griechische Literatur, Rezeptions- und Wissenschaftsgeschichte, Wissenschaftsorganisator, Präsident der Internationalen Thesaurus-Kommission (2002–2014), Schriftleiter und Mitherausgeber des Gnomon (seit 1970)                                                                                                  |      |
| Heinz-Werner Nörenberg (* 1940)      | 1976      | 2005      | Akademischer Direktor       | Akademischer Oberrat, später Akademischer Direktor; Religionswissenschaftler, 1968–2005 Schriftleiter des Gnomon |      |
| Wilfried Stroh (1939–2025)           | 1976      | 2005      | Ordinarius                  | Professor für Lateinische Philologie, Spezialist für lateinische Literatur von der Antike bis zur Neuzeit und Propagator des gesprochenen Lateins |      |
| Dieter Bremer (1938–2023)            | 1979      | 2003      | Professor                   | Privatdozent, 1981 C2-Professor für Griechische Philologie; Spezialist für griechische Dichtung (Pindar, Aischylos, Aristophanes) |      |
| Hellmut Flashar (1929–2022)          | 1982      | 1997      | Ordinarius                  | Nachfolger Hölschers, Spezialist für griechische Philosophie (Platon, Aristoteles) und Rhetorik sowie Geschichte der Philologie |      |
| Niklas Holzberg (* 1946)             | 1983      | 2011      | Professor                   | C2-Professor, 1988 C3-Professor für Lateinische Philologie der Antike; Spezialist für lateinische Dichtung, den antiken Roman und Sexualität in der antiken Literatur |      |
| Allan A. Lund (* 1944)               | 1986      | 1996      | Gastforscher                | Spezialist für lateinische Literatur und Rezeption des Germanentums |      |
| Joachim Gruber (* 1937)              | 1990      | 2000      | Professor                   | C3-Professor, Spezialist für pagane Literatur der Spätantike |      |
| Benedikt Konrad Vollmann (1933–2012) | 1993      | 1999      | Ordinarius                  | ordentlicher Professor für Lateinische Philologie des Mittelalters (Nachfolger Brunhölzls); Spezialist für mittellateinische Dichtung |      |
| Franz Peter Waiblinger (1944–2007)   | 1993      | 2005      | Dozent                      | lehrte Fachdidaktik der alten Sprachen |      |
| Peter von Möllendorff (* 1963)       | 1994      | 2003      | Privatdozent                | Assistent, 1998/99 habilitiert und Oberassistent; wechselte nach Gießen; Spezialist für griechisches Drama und Literatur der Kaiserzeit |      |
| Martin Hose (* 1961)                 | 1997      |           | Ordinarius                  | Nachfolger Flashars (Lehrstuhl für Griechische Philologie II), Spezialist für griechische Dichtung (insbesondere Tragödie) und antike Geschichtsschreibung |      |
| Katharina Luchner                    | 1999      |           | Privatdozentin              | Lehrbeauftragte, 2001–2008 Assistentin (Gräzistik), 2008 Lehrbeauftragte (Latinistik und Gräzistik), 2011 habilitiert; Spezialistin für griechische Literatur |      |
| Oliver Primavesi (* 1961)            | 2000      |           | Ordinarius                  | Nachfolger Vogts (Lehrstuhl für Griechische Philologie I), Leibnizpreisträger; Spezialist für griechische Epik, Philosophie und Papyrologie |      |
| Bianca-Jeanette Schröder             | 2001      |           | Akademische Oberrätin       | Thesaurus-Mitarbeiterin, 2001 Assistentin, 2005 habilitiert, 2008 Akademische Rätin, 2011 Akademische Oberrätin |      |
| Claudia Wiener (* 1964)              | 2003      |           | Professorin                 | Spezialistin für lateinische Literatur der Kaiserzeit, Textüberlieferung und Dichtung der frühen Neuzeit |      |
| Marc-Aeilko Aris (* 1959)            | 2005      |           | Ordinarius                  | ordentlicher Professor für Lateinische Philologie des Mittelalters; Spezialist für christliche Literatur des Mittelalters |      |
| Maximilian Braun (1965–2015)         | 2005      | 2015      | Akademischer Oberrat        | Akademischer Rat, 2009 Akademischer Oberrat; Schriftleiter des Gnomon |      |
| Markus Janka (* 1969)                | 2007      |           | Professor                   | Professor für Klassische Philologie und Fachdidaktik der Alten Sprachen, Spezialist für antike Dichtung und Didaktik des altsprachlichen Unterrichts |      |
| Susanne Gödde (* 1965)               | 2008      |           | Professorin                 | Lehrstuhlvertreterin für Oliver Primavesi, 2013 W2-Professorin für Griechische Philologie und Religionswissenschaft der Antike |      |
| Therese Fuhrer (* 1959)              | 2013      |           | Ordinaria                   | Professorin für Lateinische Philologie der Antike, Spezialistin für antike Dichtung und Philosophie |      |